# Період Чжаньґо

Китайські держави.

Пері́од Чжаньґо́ (кит. трад. 戰國時代, спр. 战国时代, піньїнь: Zhànguó Shídài, буквально «Період Воюючих царств») — період історії Китаю з 475 по 221 до н. е.. Час міжусобних воєн між китайськими удільними країнами-державами. Почався після періоду Чуньцю. Завершився із перемогою держави Цінь та об'єднанням колишніх суверенних країн у першу китайську імперію.

## Загальна характеристика

Період Чжаньґо

Початком періоду Чжаньґо вважають поділ території царства Цзінь (кит.: 晋) між країнами Хань, Вей і Чжао (див. поділ території царства Цзінь). Відповідно до тієї чи іншої позиції дослідників, початком періоду вважають 475 або 403 до н. е., тобто початок або кінець цього процесу (див. декілька інших версій у англійській вікі).
Період характеризує занепад аристократичного укладу попередньої епохи та зростання активності найнижчого з аристократичних станів, ши (кит.: 士); формування територіальних держав із розвиненим бюрократичним апаратом, піднесення комерційної діяльності; бурхлива соціальна динаміка.
Існування країн залежало від успіху у політичному маневруванні та проведенні економічних реформ, що диктувало запровадження меритократії та попит на технічні знання. Із розповсюдженням заліза, піхоти й арбалетів (замість аристократичних колісниць і луків) успіх у воєнних діях став залежати від чисельності війська та його вишколу. Таким чином, володарі змагалися за привернення мігруючого населення та за створення умов щодо його добробуту.
Згідно з династичним принципом хронологізації у класичній китайській історіографії, початок періоду Чжаньґо належить до епохи Східна Чжоу: на той час стародавня династія Чжоу (кит.: 周), заснована у 1046 до н. е. ще продовжувала своє існування, але майже повністю втратила політичний вплив.
Остання доба періоду Чжаньґо вже знаходиться поза цією епохою, коли царство Чжоу було винищено (256 до н. е.) та боротьба за володіння Китаєм розгорнулася між двома місцевими наддержавами, Цінь і Чу. Переходу до прямого протистояння Цінь та Чу передував період існування коаліцій: «північ—південь» (коаліція цзун (кит.: 縱 — «вертикальна»)) у складі царств Янь, Хань, Вей, Ці, Чу, Чжао, та «схід—захід» (коаліція хен (кит.: 橫 — «горизонтальна»)) на чолі із царством Цінь. У 325-221 до н. е. царством Цінь разом із союзниками було проведено близько 50 великих військових кампаній. Завдяки цьому усі вороги коаліції хен були розбиті й утворено імперію Цінь.

## Наука та техніка
В цей час у державі Цінь діяв талановитий гідроінженер Лі Бін.

## Інтелектуальні течії
Основна стаття: Сто шкіл.
Чжаньґо характеризує унікальний плюралізм думки. Віхами епохи стало заснування першої в Китаї академії у царстві Ці (4 ст.), а також спроба інтеграції усієї інтелектуальної спадщини того часу у проєкті Люй Бувея у царстві Цінь (3 ст.).